# Jan Antonín Jedlička
Jan Antonín Jedlička (10. června 1736 Kolín – 11. března 1780 Praha) byl český stavitel a architekt.

## Životopis
Jan Antonín Jedlička se narodil do rodiny stavitele Josefa Jedličky v Kolíně. Záhy se osamostatnil a stal se dvorním stavitelem Jana Kryštofa Clama, který spravoval severočeská panství, frýdlantské, liberecké, grabštejnské a lemberské. Dne 11. srpna 1766 se oženil se Sofií Maschaurovou v pražském kostele svatého Haštala. S manželkou bydleli v Maschaurovském domě tchána, který byl dvorním kaplanem hraběte Clama. Koncem roku 1770 podepsal se svým  otcem Josefem Jedličkou smlouvu na koupi dvora na Kouřimském předměstí v Kolíně. V roce 1771 mu zemřela manželka. Jan Antonín se s otcem soudil a ten dvůr prodal jinému majiteli.
Do počátku jeho stavitelské činnosti lze zařadit úpravy na kostele Navštívení Panny Marie v Hejnicích. V letech 1761 – 1762 opravoval věže kostela poničené požárem. V roce 1766 pravděpodobně pracoval v Chrudimi. V roce 1769 zhotovil plány a rozpočet na přestavbu původně dřevěného kostela svatého Václava v Žitovlicích, který se roku 1757 zřítil. V letech 1769 – 1772 byl postaven nový kostel v pozdně barokním stylu financovaný hraběnkou Aloisií Clam-Gallasovou, majitelkou rožďalovického panství. V letech 1770 a 1771 se snad podílel na přestavbě (není doloženo) kostela Navštívení Panny Marie v Polních Voděradech ve stylu pozdního baroka.
Další jeho stavební práce nejsou jednoznačně doloženy, jako například kostel svatého Václava ve Svojšicích (1773) nebo oprava kostela Zvěstování Panně Marii stojícím v Libici nad Cidlinou. Plány na opravu tohoto kostela jsou autorstvím Josefa Jedličky. K dalším nedoloženým dostavbám lze zařadit věž u kostela svatého Víta v Kolíně – Zálabí, rozšíření ratbořského kostela svatého Václava (1770). V letech 1780 – 1781 probíhala výstavba kostela svatého Jana Křtitele v Týnci nad Labem, autorem byl snad bratr, také stavitel František Tomáš Jedlička.